# JCDecaux
JCDecaux Group (JCDecaux SA, французька вимова: [ʒisedəˈko]) — багатонаціональна корпорація, що знаходиться  в Нейї-сюр-Сен, недалеко від Парижа, Франція, відома своїми системами реклами на автобусних зупинках, білбордами, системами прокату громадських велосипедів, та вуличними меблями.  Це найбільша корпорація зовнішньої реклами у світі.
Компанія була заснована в 1964 році у Ліоні, Франція, Жаном-Клодом Деко. Протягом багатьох років він агресивно розширювався, частково завдяки придбанням менших рекламних компаній у кількох країнах. В даний час у JCDecaux працює понад 13 030 людей у всьому світі, а також компанія  зберігає свою присутність у понад 75 країнах. Лише у Франції у JCDecaux працює понад 3500 людей.

## Історія
Жан-Клод Деко (нар. У 1937 р.) Вперше створив компанію в 1955 р., Яка спеціалізувалася на зовнішній рекламі поряд з автомагістралями. Однак, оскільки ці білборди були суворо оподатковані законом, Жан-Клод Деко в 1964 році звернувся до бізнес-моделі, яка базувалася на міських рекламних щитах, і винайшов концепцію реклами вуличних меблів — доглянуті автобусні притулки, повністю фінансувані рекламодавцями.
Починаючи з першої концепції притулку для автобусів у 1964 році, JCDecaux продовжує впроваджувати інновації та пропонувати різні типи вуличних меблів. Протягом 70-х років JCDecaux запустив свої перші інформаційні панелі Citylight (CIP) — рекламний щит площею 2 м² із вивісками, що вказує водіям напрямки руху в містах. Перші повністю доступні автоматичні зручності були встановлені в Сан-Франциско в 1994 році, хоча у 1981 році JCDecaux створив систему автоматичних громадських зручностей у Франції. У 1981 році JCDecaux також розробив News Electronic Journal, який транслював новини, що стосуються культури, спорту, асоціацій та інформації про місто.
Тоді JCDecaux придбав Société Fermière des Colonnes Morris. Рекламні щити Senior розміром 8 м², які дозволяють розміщувати кілька оголошень на одному сайті, були створені у 1980-х. Перші прокручувані білборди з'явилися в 1988 році, що збільшило кількість рекламних панелей, не збільшуючи кількість конструкцій.
У 1999 році група придбала Havas Media Communication and Avenir. Це придбання дозволило групі вийти на широкоформатний рекламний ринок та на рекламу в аеропортах. У 2001 році JCDecaux вийшов на фондову біржу Euronext з початковою ціною акцій 16,50 євро. У 2002 році Жан-Клод Деко передав керівництво компанією двом із трьох своїх синів, Жану-Шарлю Деко та Жану-Франсуа Деко, які потім стали співголовами компанії.
Компанія JCDecaux встановила свою першу систему прокату велосипедів самообслуговування у Відні у 2003 році, а потім у Ліоні у 2005 році. У 2007 році JCDecaux виграла тендер на вуличні меблі та прокат велосипедів у Парижі. Сьогодні  JCDecaux посідає перше місце у світі у галузі виробництва велосипедів самообслуговування, і в даний час парк із 52 000 велосипедів присутній у 70 містах. JCDecaux управляє цією послугою під торговою маркою Cyclocity.
У 2011 році JCDecaux придбав MediaKiosk (компанію, яка володіє кіосками у Франції) як основного акціонера.
Як частина руху відкритих даних, JCDecaux представив свою систему даних служби прокату велосипедів у 2013 році.Компанія також визнана своєю прихильністю сталому розвитку та має сертифікат ISO 14001.

## Діяльність
Група JCDecaux спеціалізується на рекламі вуличних меблів, широкоформатних білбордів, рекламі в громадському транспорті та системах прокату велосипедів, що самообслуговуються.

## Вуличні меблі
Реклама вуличних меблів — це концепція, винайдена Жаном-Клодом Деко.
Вуличні меблі включають притулки для автобусів, колони Морріса, міські інформаційні панелі (CIP / MUPI) та кіоски. Такі формати дозволяють рекламодавцям дістатися до міських центрів, де широкоформатні білборди недоступні. Міста можуть зберегти частину рекламних панелей для власного використання.
У деяких країнах JCDecaux укладає контракти в торгових центрах.
Для того, щоб пристосувати вуличні меблі до навколишнього середовища, JCDecaux співпрацює із всесвітньо відомими дизайнерами, такими як: Маріо Белліні, Філіп Кокс, Пітер Айзенман, Норман Фостер, Патрік Жуен, Філіпп Старк, Роберт Штерн, Мартін Шекелі та Жан-Мішель Вільмотт. JCDecaux також має конструкторське бюро, яке працює над вдосконаленням та модернізацією меблів.
Вуличні меблі також включають цілий ряд нерекламних сайтів, таких як туалети самообслуговування (Sanisettes), електронні газети та інтерактивні кіоски поруч із громадськими лавками, контейнерами, колонами, дорожніми знаками, скляними батареями та паперовою тарою.

## Транспортна реклама
Термін транспорт включає зовнішню рекламу в аеропортах, на метро, в автобусах, трамваях та на таксі. JCDecaux здійснює концесії в 150 аеропортах та понад 300 метро, поїздах, візках та автовокзалах. У 2013 році реклама на транспорті становила 37,9 % доходу JCDecaux.

## Реклама на білбордах
Реклама на білбордах включає рекламні білборди площею понад 8 м². Ці формати можуть бути адаптовані для багатьох різних цілей, наприклад, для ілюстрацій до подій (наприклад, обгортання будівель), що управляється JCDecaux під торговою маркою Artvertising. Фізичним особам пропонується можливість здати частину свого майна (наприклад, стіни чи сад) компанії JCDecaux як рекламний щит.

## Системи прокату велосипедів
Станція прокату велосипедів Vélib у Севр — Лекурбе (Паризьке метро).
Фургон JCDecaux у Франції.
Державні системи прокату велосипедів фінансуються місцевими рекламними операторами, в більшості випадків в обмін на те, що міста підписують 10-річну ліцензію на експлуатацію загальноміських рекламних щитів. Загальну схему компанія називає Cyclocity, але система кожного міста має фірмову назву під індивідуальною .
Міста, які впровадили його в системи прокату велосипедів наведені нижче.

Щоб відсортувати цю таблицю за будь-яким стовпцем, клацніть на піктограму Сортувати обидва.gif поруч із заголовком стовпця.

## Присутність у всьому світі
JCDecaux працює у понад 75 країнах на п'яти континентах. 77,9 % річного доходу JCDecaux надходить з-за кордону

### Європа
JCDecaux виникла у Франції і була швидко заснована за кордоном, перші закордонні контракти були у Бельгії в 1966 році, а потім у Португалії в 1971 році.
Завдяки партнерству з Wall AG компанія оселилася в Німеччині в 1982 році, а потім у Туреччині в 1996 році.
JCDecaux була заснована у Великій Британії в 1984 році і є лідером на ринку зовнішньої реклами. У 2005 році компанія JCDecaux UK представила найвищу британську структуру зовнішньої реклами — M4 Torch. Протягом останніх 5 років JCDecaux виграв кілька важливих контрактів, таких як: контракт на зовнішню рекламу в Сент-Панкрас Інтернешнл в Лондоні (2011), Національна залізнична зовнішня реклама та Контракти на рекламу BAA в Хітроу, Хітроу Експрес, Абердін, Единбург, Глазго Аеропорти.
У 2010 році JCDecaux завершив придбання суперника з Великої Британії Titan Outdoor. У 2015 році JCDecaux виграв контракт на рекламу притулку для транспорту для Лондона (TfL)
Зараз JCDecaux можна знайти в більшості європейських країн, включаючи Люксембург (1985), Нідерланди (1986), Фінляндію (1989), Швецію (1989), Іспанію (1990), Словаччину (1990), Чехію (1995), Норвегію (1998), Ірландії (1999), Польщі (1999) та в Угорщині (2012). JCDecaux також можна знайти в країнах Балтії (2002), Болгарії (2007), в Україні (2007). JCDecaux присутній в Данії (AFA JCDecaux Данія) з 1989 р., В Італії (IGPDecaux) з 1995 р., В Ісландії (AFA JCDecaux Ісландія) з 1998 р., В Швейцарії (APG | SGA) з 1999 р., В Австрії (Gewista) з 2001 р., В Хорватія та в Словенії (Europlakat) з 2001 р., В Сербії (Alma Quattro) з 2003 р., А в Росії (Russ Outdoor) з 2007 р. Через акціонерні товариства або спільні підприємства.

### Північна Америка
JCDecaux присутній у США з 1993 р. У великих містах та в 26 аеропортах США, включаючи Нью-Йорк, Вашингтон, округ Колумбіята Лос-Анджелес. JCDecaux була створена в Канаді в 2002 році.
Головний офіс його підрозділу в Північній Америці знаходиться на 350-й П'ятій авеню в центрі Манхеттена, Нью-Йорк.

### Південна Америка
JCDecaux була заснована в Бразилії та в Аргентині в 1998 році. Компанія також є частиною зовнішнього ринку в Аргентині, Уругваї з 2000 року та Чилі з 2001 року. Нещодавно JCDecaux зміцнив свою присутність у Латинській Америці, вигравши контракт на 1000 цифрових годинників у Сан-Паулу (2012), завершивши придбання 85 % EUMEX.

### Близький Схід та Африка
Діяльність компанії також охоплює Близький Схід з офісами, створеними в Дубаї та Абу-Дабі в Об'єднаних Арабських Еміратах, Досі в Катарі, Тель-Авіві в Ізраїлі, а також Ер-Ріяді, Джидді, Даммамі та Медіні в Саудівській Аравії. Більше того, JCDecaux нещодавно підписав 20-річний ексклюзивний контракт на вуличні меблі, щоб забезпечити місто Маскат, столицю Султанату Оман, широким асортиментом рекламних вуличних меблів
JCDecaux присутній у п'яти африканських країнах: Алжирі (2007), Камеруні (2011), Південній Африці (2011), Танзанії (2016), Ботсвані (2016) та Нігерії (2017).

### Азії та Океанії
JCDecaux розширився до Австралії в 1997 р. В Азії JCDecaux можна знайти у Сінгапурі та Таїланді з 1999 р., Японії з 2000 р. (Як MCDecaux) та в Південній Кореї з 2001 р. JCDecaux також переїхав до Китаю в 2004 р. Із сімома аеропортами, включаючи Гонконг, Шанхай та Пекін. Компанія також присутня в Індії (2006), Узбекистані (2006), Казахстані (2007) та Монголії (2014). JCDecaux підтримує більшість автобусних зупинок і MUPI в районі NDMC в Делі.
У 2018 році компанія придбала австралійську компанію зовнішньої реклами APN Outdoor.